# Helligånds (parochie, Aarhus)
Helligånds is een parochie van de Deense Volkskerk in de Deense gemeente Aarhus. De parochie maakt deel uit van het bisdom Århus en telt 5443 kerkleden op een bevolking van 8329 (2004). 
Tot 1970 werd het gebied van de parochie vermeld onder Hasle Herred.  In dat jaar werd het opgenomen in de nieuwe gemeente Aarhus. Helligånds werd gesticht als zelfstandige parochie in 1975 als afsplitsing van de parochie Christians. De parochiekerk werd voltooid in 1984.